# Unforgivable Sinner
"Unforgivable Sinner" er den norske singer-songwriter Lene Marlins debutsingle. Den blev skrevet og indspillet af hende selv og udgivet i 1998 som single, samt i 1999 på hendes debutalbum Playing My Game. Nummeret toppede som nummer 1 på Norges singlehitliste og nummer 4 i Sverige.

## Hitlister
| Hitliste (1998-2000) | Højeste placering |
| -------------------- | ----------------- |
| Australien           | 48                |
| France               | 37                |
| Tyskland             | 78                |
| Norge                | 1                 |
| New Zealand          | 32                |
| Sverige              | 4                 |